# Grupo Furneaux
El grupo Furneaux es un conjunto de 52 islas de Australia, localizado en el extremo oriental del estrecho de Bass entre Victoria y Tasmania. La isla más grande del conjunto es la isla Flinders, seguida por la isla Cape Barren y la isla Clark. Administrativamente, el grupo de islas pertenece al estado de Tasmania, a la municipalidad de Flinders Island.
Las islas fueron bautizadas en honor al explorador británico Tobias Furneaux, que recorrió la región en 1773 en el segundo viaje de James Cook.